# مرغ ابریشمی
مرغ ابریشمی (انگلیسی: Silkie) یکی از نژادهای مرغ است که به دلیل پرهای زینتی غیرمعمول خود که شبیه ابریشم (سیلک) و اطلسی است، به این نام خوانده می‌شود. این‌گونه از مرغ دارای ویژگی‌های غیرمعمول متعددی است که عبارتند از پوست و استخوان‌های سیاه رنگ، لاله‌های گوش آبی رنگ، و پنج پنجه بر روی هر پا؛ در حالیکه اغلب گونه‌های مرغ تنها چهار پنجه روی پاهای خود دارند. این‌گونه از مرغ در اغلب نمایش‌های ماکیان و با رنگ‌های متنوع دیده می‌شوند. همچنین مرغ ابریشمی به سبب ویژگی‌های جسمی خاص خود، طبعی آرام و دوستانه دارند. مرغ ابریشمی از اهلی‌ترین گونه‌های مرغ خانگی به‌شمار می‌رود و دارای خصوصیات تخم‌گذاری و مراقبت استثنایی از جوجه‌هاست. اگر چه میزان تخم‌گذاری این‌گونه از مرغ، متوسط و حدود ۳ عدد در هفته است، اما به دلیل ویژگی خاص آن‌ها در نگهداری جوجه‌ها، از مرغ‌های ابریشمی برای پرورش تخم‌های سایر گونه‌ها و جوجه‌کشی استفاده می‌شود.

## تاریخچه

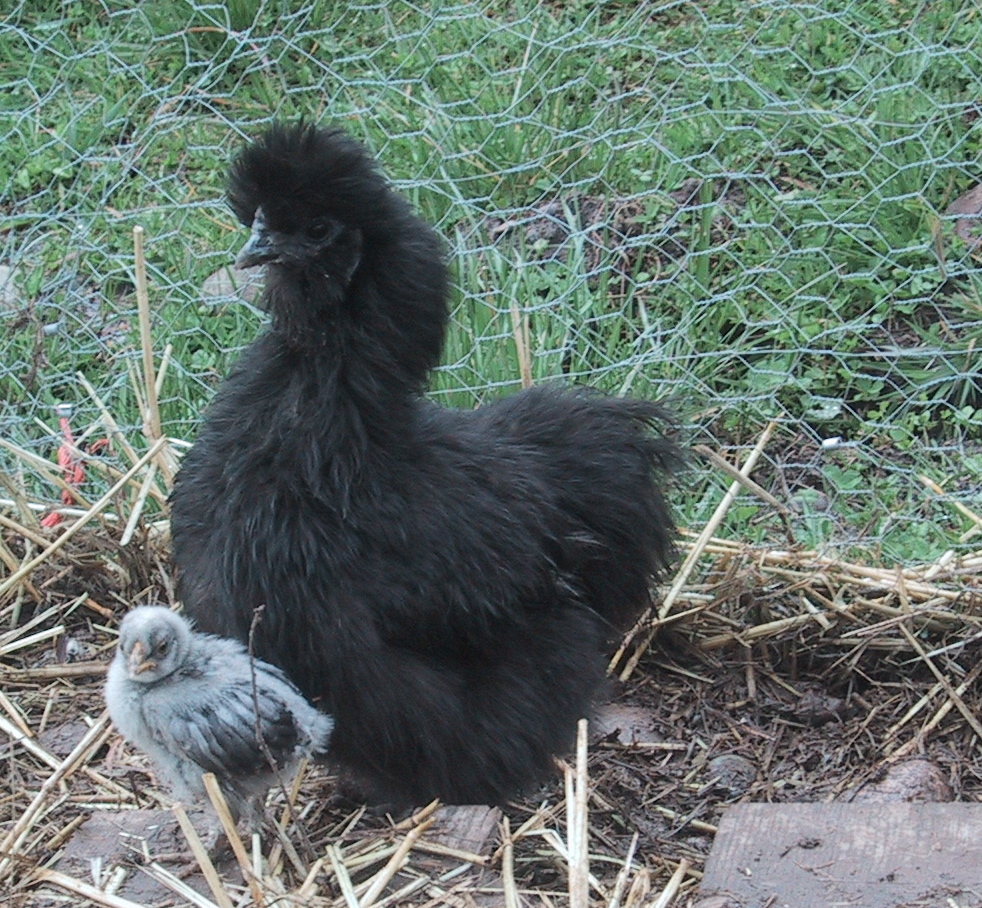
یک مرغ ابریشمی مشکی به همراه جوجه‌ای که متعلق به او نیست. مرغ ابریشمی به دارا بودن توانایی بالا در پرورش جوجه و مادری معروف است.

دقیقاً مشخص نیست که در کجا و در چه زمانی این‌گونه با ترکیب یافتن ویژگی‌های گونه‌های نخستین به‌وجود آمده‌است؛ با این وجود، شواهد بسیار دقیقی در دست است که مکان پیدایش آن چین باستان بوده‌است. از اینرو، نام دیگری که برای این‌گونه از مرغ استفاده می‌شود، مرغ ابریشمی چینی است. سایر زادگاه‌های احتمالی این‌گونه در آسیای جنوب شرقی و مناطقی از قبیل هند و جاوه است. نخستین مشاهدات ثبت شده از مرغ ابریشمی به نوشته‌های مارکو پولو بازمی‌گردد. مارکوپولو در سدهٔ سیزدهم میلادی و در زمان سفر خود به آسیا، به این‌گونه از مرغ با نام «مرغ خزدار» اشاره می‌کند. در ۱۵۹۸، اولیس آلدرواندی، یک نویسنده و مورخ طبیعی از دانشگاه بولونیای ایتالیا، رساله‌ای جامع در مورد مرغ‌ها منتشر کرد که همچنان مخاطب دارد و از محبوبیت برخوردار است. او در این کتاب به مرغ ابریشمی با عنوان «مرغ پوشیده از پشم» و گونه‌ای که «شبیه گربهٔ سیاه پوشیده از مو است» اشاره می‌کند.
مرغ‌های ابریشمی به احتمال زیاد از طریق جاده ابریشم و تجارت دریایی به غرب راه یافتند. این نژاد در سال ۱۸۷۴ به صورت رسمی با ثبت در استاندارد کمال در آمریکای شمالی به رسمیت شناخته شد. زمانی که مرغ‌های ابریشمی در غرب رو به فزونی گذاشتند، حکایت‌های بسیاری در مورد آن‌ها شایع شد. پرورش‌دهندگان هلندی در ابتدا به خریداران می‌گفتند که آن‌ها از جفت کردن مرغ‌ها و خرگوش‌ها متولد می‌شوند؛ در حالی که در نمایش‌های حیوانات، آن‌ها را به عنوان پستاندارانی پوشیده از خز معرفی می‌کردند.
در قرن بیست و یکم، مرغ‌های ابریشمی یکی از محبوب‌ترین گونه‌های مرغ زینتی به‌شمار می‌روند. آنها اغلب به عنوان مرغ زینتی یا حیوان خانگی در حیاط خلوت خانه‌ها نگهداری می‌شوند و معمولاً برای جوجه‌کشی و پرورش جوجه‌های دیگر پرندگان آبزی مانند اردک‌ها و غازها و پرندگان مناسب برای شکار مانند بلدرچین و قرقاول به‌کار گرفته می‌شوند.

## ویژگی‌ها

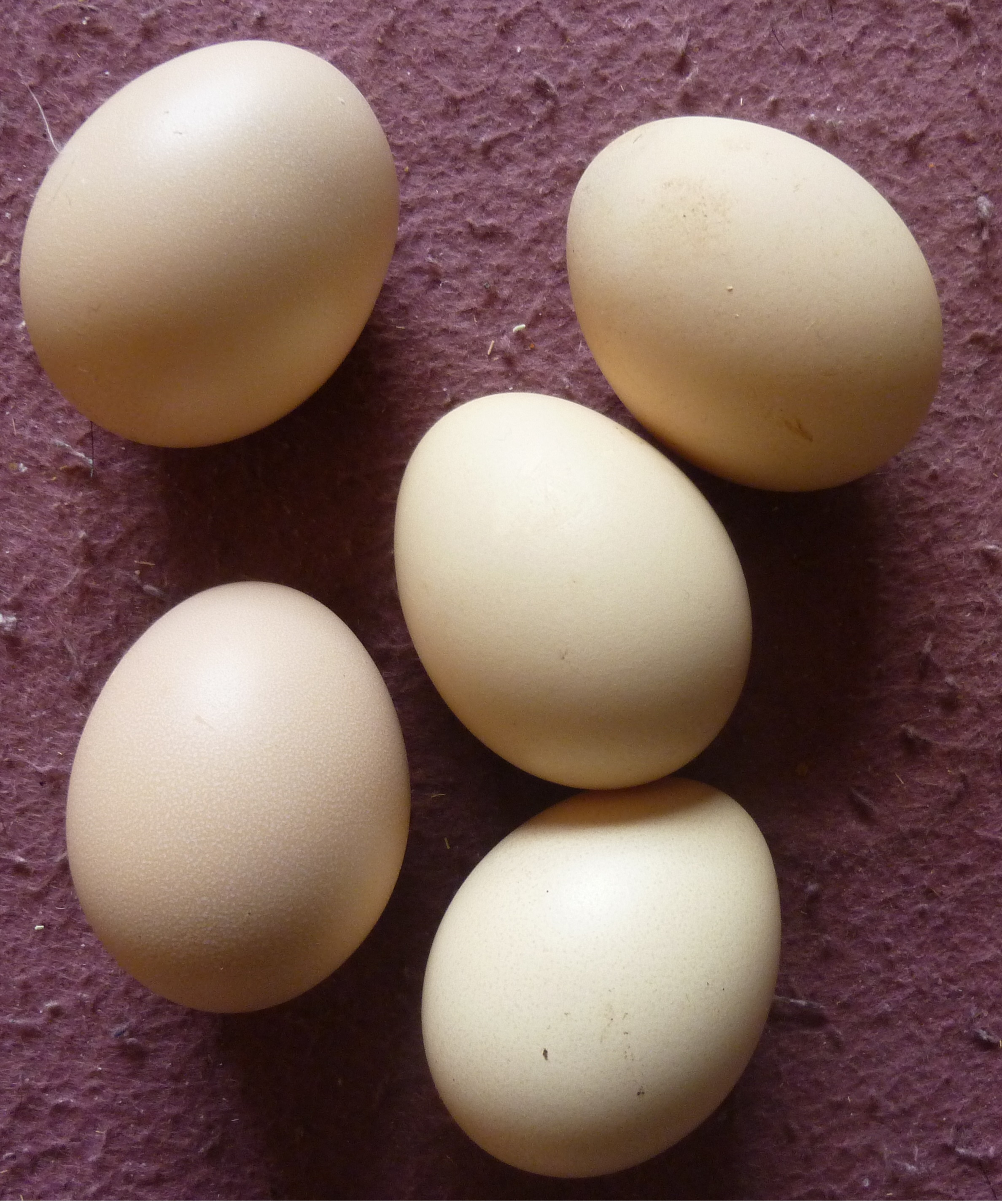
تخم‌های مرغ ابریشمی

مرغ ابریشمی در برخی از کشورها به عنوان مرغ بانتام شناخته می‌شود. با این وجود، گونه‌های دیگر، بر حسب منطقه و بسیاری از ویژگی‌ها مانند اندازه، متفاوت از مرغ ابریشمی هستند و مرغ ابریشمی بانتام، در واقع به عنوان گونه‌ای متفاوت از مرغ ابریشمی شناخته می‌شود. در آمریکای شمالی، تقریباً تمامی مرغ‌های ابریشمی از نژاد بانتام هستند؛ اما مرغ‌های ابریشمی در اروپا در اندازه و ویژگی‌های استاندارد و اصلی خود هستند. مرغ‌های ابریشمی استاندارد و اصل، مرغ‌های نسبتاً کوچکی هستند و جنس نر آن‌ها چهار پوند (۱٫۸ کیلوگرم)، و جنس مادهٔ آن‌ها ۳ پوند (۱٫۳۶ کیلوگرم) وزن دارند. در استاندارد کمال آمریکا، وزن مرغ ابریشمی نر ۳۶ اونس (۱ کیلوگرم) و مرغ ابریشمی ماده ۳۲ اونس (۹۱۰ گرم) ذکر شده‌است.

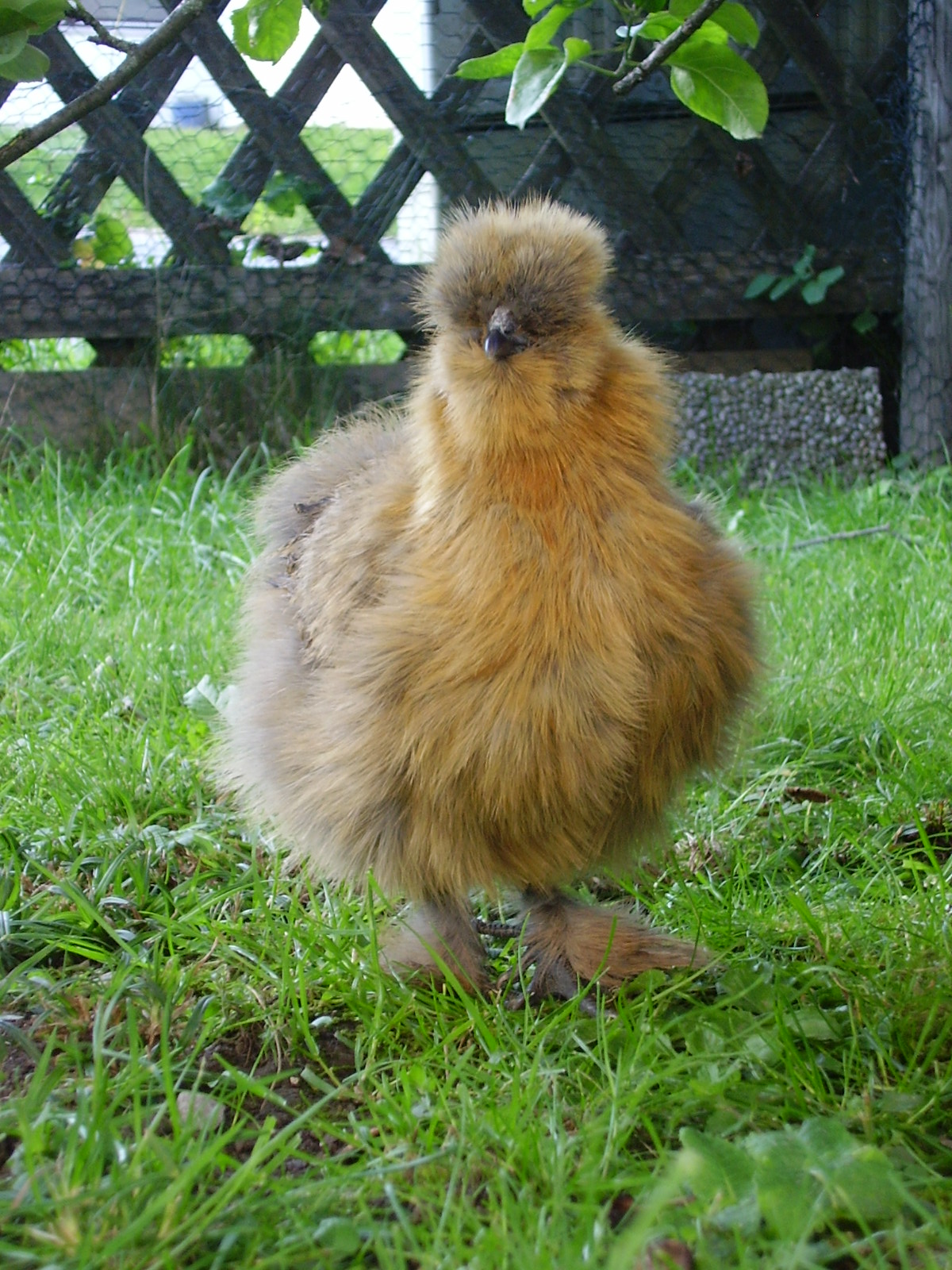
یک مرغ ابریشمی کبکی

پرهای زینتی مرغ ابریشمی در میان نژادهای مرغ منحصربه‌فرد بود اما در سال‌های اخیر پرهای مرغ ابریشمی به نژادهای متعددی گسترش داده شده‌است که بارزترین نمونهٔ آن بانتام ژاپنی است که اکنون در بریتانیا و هلند متداول شده‌است. پرهای مرغ ابریشمی با ابریشم و نیز خز مقایسه قرار می‌شود. ویژگی عمومی پرهای مرغ ابریشمی نرم و پفکی بودن آن است. پرهای مرغ ابریشمی توانایی پرهای پروازی را نداشته و مانند سایر پرندگان با پرهای پفکی است. این ویژگی امکان پرواز را از مرغ ابریشمی گرفته‌است.
مرغ‌های ابریشمی دارای دو گونهٔ متمایز با پرهای سیخ و بدون آن است. مرغ‌های ابریشمی با پرهای سیخ مانند دارای برآمدگی بیشتر در پرهای ناحیهٔ زیر منقار و پیرامون گوش‌های خود هستند. به‌علاوه مرغ‌های ابریشمی بر حسب نوع رنگ نیز تفکیک می‌شوند. مرغ‌های ابریشمی حاضر در رقابت‌های نمایشی دارای انواع گوناگونی از رنگ‌ها از قبیل سیاه، آبی، نخودی، خاکستری، کبکی و سفید هستند. گونه‌های دیگری از قبیل فاخته‌ای، بنفش کم‌رنگ، سرخ و رشته‌ای نیز وجود دارند. کمال استانداردهای ارائه شده برای مرغ‌های ابریشمی بیانگر ویژگی‌هایی چون سر گردویی‌شکل، پرهای تیره، و لاله‌های گوش آبیِ فیروزه‌ای برای آن‌هاست. علاوه بر این ویژگی‌ها، مرغ‌های ابریشمی دارای پنج پنجه روی هر پای خود هستند. این ویژگی نادر در گونه‌هایی از نژاد پرندگانی از قبیل دورکینگ، فاورولس و سلطان مشاهده می‌شود.
تمامی مرغ‌های ابریشمی دارای پوست و استخوان تیره و گوشت تیرهٔ مایل به خاکستری هستند و در زبان‌های چینی، وو گو جی (烏骨雞) به معنای مرغ استخوان‌سیاه خوانده می‌شوند. سیاهی زیر پوست و بافت همبند حیوان یک ویژگی نادر محسوب می‌شود و در مرغ‌ها، به دلیل فیبروملانوسیس ایجاد شده که منشأ آن جهش نادری بوده که در آسیا در این حیوان رخ داده‌است. مرغ ابریشمی و بسیاری از نژادهای دیگر تحت تأثیر جهش رخ داده در آسیا قرار گرفته‌اند. صرف نظر از رنگ، به‌طور کلی پرورش مرغ‌های ابریشمی به اندازه نژادهای گوشتی مرغ نیست.
مرغ ابریشمی از نظر تخم‌گذاری، معمولی است و تخم‌های آن کرم رنگ است. اما اغلب به دلیل کرچ شدن، تخم‌گذاری مرغ ابریشمی متوقف شده و تولید ۱۰۰ تخم در سال، مناسب محسوب می‌شود. با این وجود، مرغ ابریشمی از توانایی بالا و منحصر به فردی در نگهداری از جوجه‌ها برخوردار است و همین امر موجب شده تا از آن‌ها به منظور پرورش جوجهٔ سایر نژادهای پرندگان استفاده شود. مرغ‌های ابریشمی علاوه بر اینکه مادران خوبی برای جوجه‌ها هستند، به آرامی و مهربانی در سراسر جهان مشهور هستند. آن‌ها در نگهداری از تخم‌ها و تعامل با جوجه‌ها عالی هستند. وقتی مرغ‌های ابریشمی در کنار سایر پرندگان نگهداری می‌شوند، به علت طبیعت آرامشان گاه قربانی قلدری گونه‌های پرخاشگر قرار می‌گیرند.

### بانتام‌ها
در استاندارد کمال آمریکا، وزن استاندارد برای مرغ ابریشمی بانتام نر ۱ کیلوگرم و برای ماده ۹۰۷ گرم بیان شده‌است. در استاندارد ماکیان استرالیایی و استاندارد ماکیان بریتانیا وزن استاندارد مرغ ابریشمی بانتام بسیار کمتر است. در استاندارد ماکیان استرالیا وزن ۶۸۰ گرم برای نرها و ۵۷۰ گرم برای ماده‌ها اعلام شده‌است. استاندارد ماکیان بریتانیا نیز وزن ۶۰۰ گرم را برای مرغ‌های ابریشمی بانتام نر و ۵۰۰ گرم را برای ماده‌ها اعلام کرده‌است.

### پرانگشتی
مرغ‌های ابریشمی همچنین با ویژگی پرانگشتی بودن شناخته می‌شوند. مرغ‌های ابریشمی معمولاً ۱ یا ۲ پنجهٔ اضافی روی پای خود دارند. دلیل ژنتیکی این پدیده، وجود SNP در تنظیم‌کنندهٔ ژن SHH است که توالی تنظیم‌کنندهٔ زدپی‌ای (ZRS) خوانده می‌شود. این امر موجب اکتوپیک SHH ظاهری در جوانهٔ اندام شده و به افزایش رشد و تعداد بافت منجر می‌شود. علاوه بر پدیدهٔ پرانگشتی بودن در مرغ‌های ابریشمی پدیدهٔ داکتیلی نیز مشاهده می‌شود. مرغ ابریشمی ژاپنی در دوران جنینی خود دارای پنجه‌های اضافی است، اما پیش از خروج از تخم، آن‌ها را از دست می‌دهد. علت ژنتیکی پرانگشتی بودن مرغ‌های ابریشمی متفاوت از پدیدهٔ پرانگشتی در نژاد مرغ دورکینگ بوده که ناشی از اکتوپیک فاکتور رشد فیبروبلاست ۴ ظاهری در خط‌الرأس اکتودرمال آپیکال، به همراه یک اثر ثانویهٔ اکتوپیک SHH است.

## در آشپزی

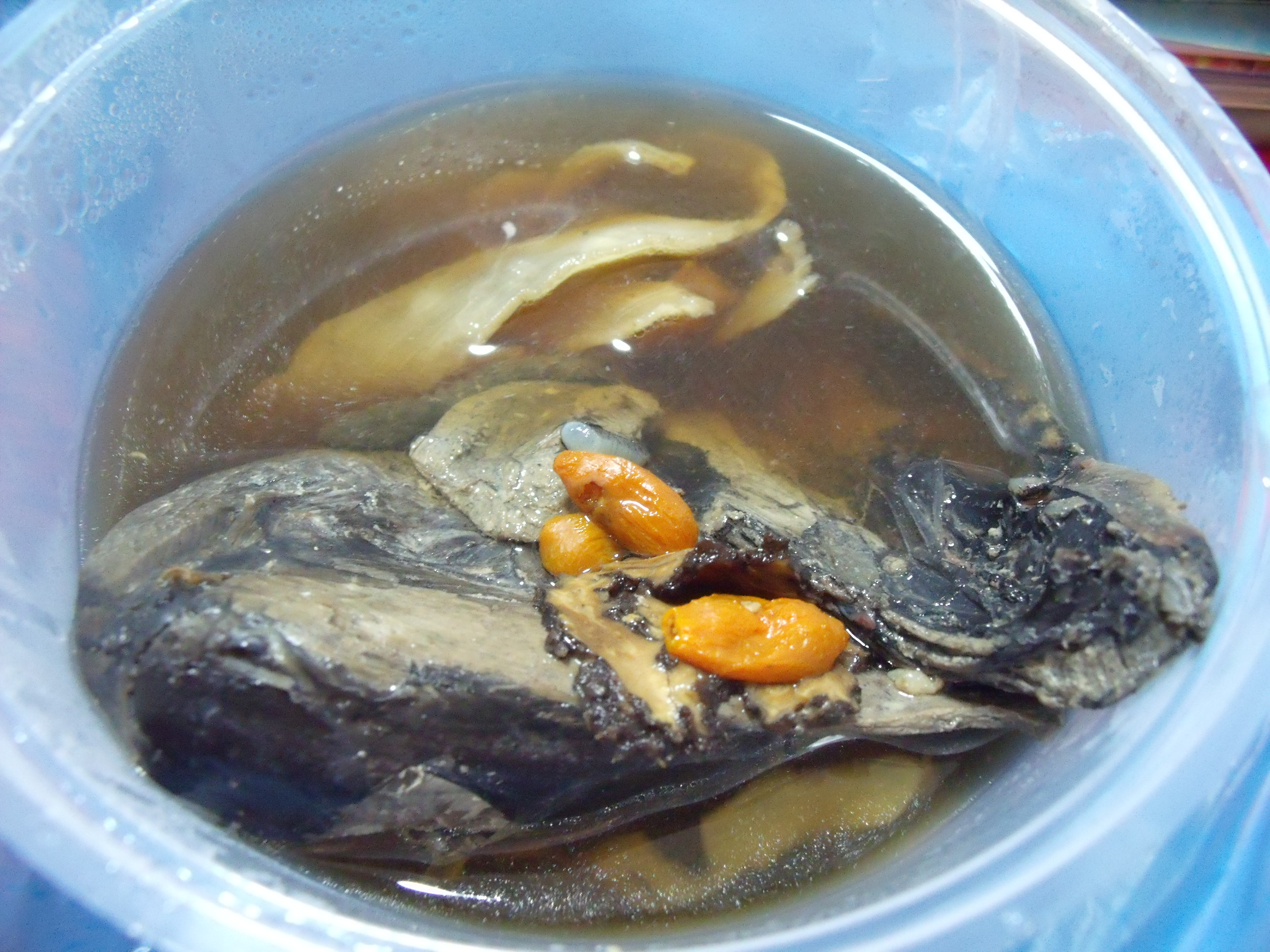
سوپ مرغ ابریشمی در بوکیت باتوک، سنگاپور

گوشت تیرهٔ مرغ ابریشمی خصوصیتی نامعمول در آشپزی اروپایی و آمریکایی محسوب می‌شود. در مقابل در بسیاری از جوامع آسیایی، استفاده از گوشت مرغ ابریشمی در غذا معمول و متداول است. در آشپزی چینی، گوشت مرغ ابریشمی به‌طور خاص مورد توجه قرار گرفته‌است و در بسیاری از غذاهای ژاپنی، کامبوجی، ویتنامی و کره‌ای، از افزودنی‌ها معمول به‌شمار می‌آید. در نواحی تحت نفوذ آشپزی چینی مانند مالزی ممکن است طبخ مرغ ابریشمی مشاهده شود. در اوایل قرن هفتم، در طب سنتی چین، سوپ مرغ حاوی گوشت مرغ ابریشمی به عنوان غذایی شفابخش شناخته می‌شد. روش‌های معمول برای طبخ مرغ ابریشمی به‌صورت گوشتابه، تفت‌آب‌پزی، و کاری است. در سوپ سنتی چینی، به همراه مرغ ابریشمی از موادی از قبیل زالزالک، سیب‌زمینی شیرین چینی، خلال پرتقال و زنجبیل استفاده می‌شود. برخی از رستوران‌های زنجیره‌ای در نواحی مرکزی در غرب، مرغ ابریشمی را به عنوان یک غذای سنتی آمریکایی یا فرانسوی مانند کانفیت طبخ می‌کنند.

## مطالعهٔ بیشتر
- Staples, Tamara (2001). The Fairest Fowl. San Francisco: Chronicle Books. ISBN 0-8118-3137-X.
- Faraco, Cloris D.; Vaz, SA; Pástor, M. V.; Erickson, C. A. (2001). "Hyperpigmentation in the Silkie fowl correlates with abnormal migration of fate-restricted melanoblasts and loss of environmental barrier molecules". Developmental Dynamics. 220 (3): 212–225. doi:10.1002/1097-0177(20010301)220:3<212::AID-DVDY1105>3.0.CO;2-9. PMID 11241830. Archived from the original on 24 May 2019. Retrieved 15 April 2017.